# Ильинич, Станислав Юрьевич

Герб Ильиничей «Корчак»

Станисла́в Ю́рьевич Ильи́нич (ок. 1500 — 1531) — представитель знатного шляхетского рода Ильиничей герба «Корчак». Третий сын Юрия Ивановича Ильинича и Ядвиги Заберезинской. Приходился внуком по отцу — Ивашке Ильиничу, наместнику смоленскому, и по матери — Яну Заберезинскому, воеводе трокскому, маршалку великому литовскому и наместнику полоцкому.
После смерти отца получил в наследство в 1527 году имение Мир в Новогродском повете, а от матери ему досталась четвертая часть Белой. Станислав Юрьевич владел Миром недолго. В 1531 году на банкете он был отравлен женой его слуги Новицкого. Суд присудил виновную к сожжению, а приговор привёл в исполнение младший брат покойного Щасный (Феликс). Станислав не был женат и не имел детей. Уже в ноябре того же 1531 года началась судебная тяжба между Щасным и старшим братом Иваном Ильиничами о владении Миром.